# Saito Koya
Saito Koya (斎藤 広野 Saitō Kōya, sinh ngày 5 tháng 8 năm 1986) là một cầu thủ bóng đá người Nhật Bản. Anh thi đấu cho Vonds Ichihara.

## Sự nghiệp thi đấu
Saito Koya thi đấu cho Yokogawa Electric, FC Machida Zelvia, SC Sagamihara và Grulla Morioka từ năm 2009 đến năm 2014. Anh gia nhập Vonds Ichihara vào tháng 9 năm 2015.